# 薛胄
薛胄（6世纪—604年），表字紹玄，河東郡汾陰县（今山西省万荣县）人，出自河东薛氏西祖第二房，北周大将军、蔡州刺史薛端之子，北周、隋朝官员。

## 生平
薛胄自小聪明，常嘆訓注经書的人不能理解聖人的深意。性格豪迈，立志建立功名，袭爵文城郡公，又改封内阳郡公。累進上儀同，历任司金中大夫、徐州总管府長史、合州刺史。大象年間，上開府儀同大将軍。
隋朝建立，薛冑被擢升为魯州刺史，没有赴任，命为检校廬州总管事。转任兖州刺史，薛冑没有到达兖州，十日内审理未決囚数百人，监狱为之一空。陳州向道力假冒高平郡太守，到高平郡赴任。薛胄在途中见到向道力，发现有诈，留下他詰問。司馬王君馥劝阻他，向道力于是到郡赴任。薛胄後悔，派遣主簿调查、拘禁向道力。薛胄部下徐倶羅曾任海陵郡太守，向道力接替他，任期已满，没有人发觉。徐倶羅对王君馥说：「向道力接替我徐倶羅为太守，使君为什么怀疑他」。王君馥把徐倶羅的話告诉薛胄。薛胄怒叱王君馥：「我已经察知此人假冒。司馬容忍奸恶，要以連坐罪拿問」，王君馥于是作罢。派遣主簿收监向道力，向道力于是認罪。
兖州城東沂水、泗水合流向南，下流泛滥于大泽中。薛胄派人積石止水，疏通河水向西流，引大泽之水灌溉良田。疏通水運，利益到达淮河流域、沿海地方，百姓托福，称之为「薛公丰兖渠」。
589年（開皇九年）、薛冑参加南征陳朝。隋軍渡長江，攻陷建康。隋朝楊素派遣部将龐暉攻略南方至湘州，薛冑担任湘州刺史随行。龐暉被陳朝岳陽王陳叔慎所騙，遭到殺害。薛冑请求援兵，隋朝派遣行军总管劉仁恩救援。薛冑兵至鵝羊山，陳叔慎派遣陈正理、樊通抵抗，隋军获勝。薛胄乘胜入湘州城，生擒陈叔慎。。
隋朝統一，天下太平，薛冑劝隋文帝举行封禅儀式、派遣博士到泰山調査古跡，編纂《封禅图》上奏。文帝遠慮，没有許可封禅。後薛冑转任郢州刺史，有善政。召還朝廷担任衛尉卿，改任大理卿。後任刑部尚書。599年（開皇十九年），王世積被处死，左僕射高熲免官、薛冑逆文帝之意为高熲辩护，也被免官。後检校相州总管事，有能名。
604年（仁寿四年），隋文帝死后，漢王楊諒在并州作乱，派遣部将綦良经略東方，攻打慈州。慈州刺史上官政向薛胄求援。薛胄畏惧楊諒的兵势，不敢派出援軍。綦良有率兵攻打相州薛胄，薛胄派遣魯世範去劝说綦良。綦良停止攻打相州，改攻黎陽。綦良被史祥击败，投靠薛冑。朝廷怀疑薛冑有二心，逮捕他送往大理寺。相州官吏百姓感激薛胄的恩義，到京为薛冑申訴無罪的有一百余人。薛冑最终还是被問罪，剥奪官爵，发配防守岭南，途中病故。

## 子女
- 薛筠
- 薛献

## 延伸阅读
[在维基数据编辑]
 《隋書·卷56》，出自魏徵《隋书》